# Les anecdotes de Suède
Les anecdotes de Suède var en bok på franska om politiska förhållanden i Sverige, utgiven 1716 i två ganska olika upplagor, bägge med falsk tryckort - Haag och Stockholm (i stället för de verkliga Ulm och Utrecht).
Boken översattes senare till tyska och engelska, en svensk översättning utgavs först 1822. Flera hypoteser har framställts om författarskapet till denna, i satirisk ton hållna pamflett mot enväldet och reduktionen, särskilt hätsk mot Johan Gyllenstierna. I Wolfenbüttels bibliotek finns den i en handskrift av Samuel von Pufendorf, som också i 1722 års tyska översättning utpekas som författare. Andra har utpekat Esaias von Pufendorf och den franske residenten Lapiquetière som författare.
Enligt G. Schauman, Olof Palme (1884–1918) och Nils Ahnlund var författaren Johan Paulin Olivecrantz, som skall ha lämnat sitt manuskript till Samuel von Pufendorf, då denne reste från Sverige. Bokens tillkomstår bör ha varit 1687 eller 1688. Den finns i ett flertal olika varianter, varav den mest spridda torde ha tillkommit i början av 1690-talet. Skildringen fokuserar främst på 1680 års riksdag och de händelser som ledde fram till riksdagen.
Denna översikt har sitt stora intresse genom att den i den historiska framställningens form konsekvent genomfört den sedan drottning Kristinas tid förekommande propagandan mot "herrevälde". Enväldet framstår som följd av rådsaristokratins strävan efter makten, förkroppsligad i Johan Gyllenstiernas person. Lika starkt angrips emellertid i skriftens senare del Karl XI:s envälde. Tendensen både mot "herrevälde" och envälde gjorde skriften aktuell i samband med det inrikespolitiska läget vid tiden för riksdagen 1713/14 och strax därefter. Mot denna bakgrund bör publiceringen ses. Skriftens tendens pekar framåt mot frihetstidens statsskick.